# Komenda Rejonu Uzupełnień Łódź Powiat

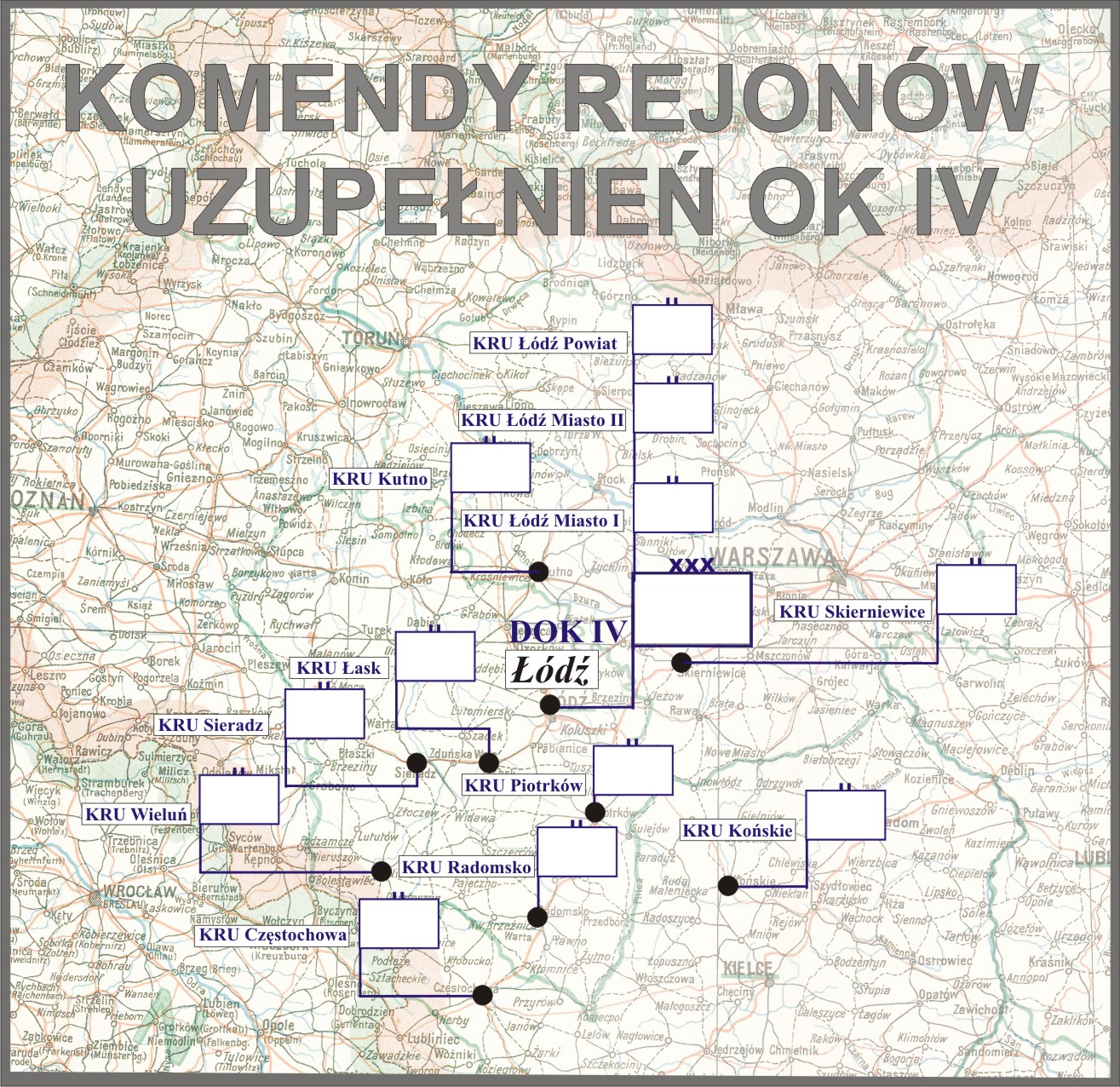
Komendy rejonów uzupełnień OK IV

Komenda Rejonu Uzupełnień Łódź Powiat (KRU Łódź Powiat) – organ wojskowy właściwy w sprawach uzupełnień Sił Zbrojnych II Rzeczypospolitej i administracji rezerw w powierzonym mu rejonie.

## Historia komendy
W 1917 roku na terenie Łodzi funkcjonował Główny Urząd Zaciągu.
Rozkazem kierownika MSWojsk. nr 144 z 27 listopada 1918 w sprawie organizacji władz zaciągowych powołano do życia między innymi Powiatową Komendę Uzupełnień w Łodzi dla Okręgu Wojskowego VIII obejmującego powiaty: łódzki, brzeziński i łaski. Z chwilą wejścia w życie rozkazu i sformowania nowego PKU, Główny Urząd Zaciągu do Wojska Polskiego zobowiązany był przekazać całość dokumentacji tej PKU na obszarze której znajdował się.
Z dniem 1 stycznia 1927 roku została zlikwidowana PKU Brzeziny w Tomaszowie, a administrowany przez nią powiat brzeziński został włączony do okręgu poborowego PKU Łódź Powiat, która otrzymała skład osobowy typ II.
W marcu 1930 roku PKU Łódź Powiat nadal podlegała Dowództwu Okręgu Korpusu Nr IV i obejmowała swoją właściwością powiaty: łódzki i brzeziński. W grudniu tego roku PKU Łódź Powiat posiadała skład osobowy typ I.
31 lipca 1931 roku gen. dyw. Kazimierz Fabrycy, w zastępstwie ministra spraw wojskowych, rozkazem B. Og. Org. 4031 Org. wprowadził zmiany w organizacji służby poborowej na stopie pokojowej. Zmiany te polegały między innymi na zamianie stanowisk oficerów administracji w PKU na stanowiska oficerów broni (piechoty) oraz zmniejszeniu składu osobowego PKU typ I–IV o jednego oficera i zwiększeniu o jednego urzędnika II kategorii. Liczba szeregowych zawodowych i niezawodowych oraz urzędników III kategorii i niższych funkcjonariuszy pozostała bez zmian.
1 lipca 1938 roku weszła w życie nowa organizacja służby uzupełnień, zgodnie z którą dotychczasowa PKU Łódź Powiat została przemianowana na Komendę Rejonu Uzupełnień Łódź Powiat przy czym nazwa ta zaczęła obowiązywać 1 września 1938 roku, z chwilą wejścia w życie ustawy z dnia 9 kwietnia 1938 roku o powszechnym obowiązku wojskowym. Obok wspomnianej ustawy i rozporządzeń wykonawczych do niej, działalność KRU Łódź Powiat normowały przepisy służbowe MSWojsk. D.D.O. L. 500/Org. Tjn. Organizacja służby uzupełnień na stopie pokojowej z 13 czerwca 1938 roku. Zgodnie z tymi przepisami komenda rejonu uzupełnień była organem wykonawczym służby uzupełnień .
Komendant Rejonu Uzupełnień w sprawach dotyczących uzupełnień Sił Zbrojnych i administracji rezerw podlegał bezpośrednio dowódcy Okręgu Korpusu Nr IV, który był okręgowym organem kierowniczym służby uzupełnień. Rejon uzupełnień nie uległ zmianie i nadal obejmował powiaty: łódzki i brzeziński.

## Obsada personalna
Poniżej przedstawiono wykaz oficerów zajmujących stanowisko komendanta Powiatowej Komendy Uzupełnień i komendanta rejonu uzupełnień oraz wykaz osób funkcyjnych (oficerów i urzędników wojskowych) pełniących służbę w PKU i KRU Łódź Powiat, z uwzględnieniem najważniejszych zmian organizacyjnych przeprowadzonych w 1926 i 1938 roku.
Komendanci
- mjr art. Kamil Grzegorz Czarnowski (1921[14][15] – XII 1924 → komendant PKU Warszawa Miasto III[16])
- ppłk piech. Stanisław Żuprański (I 1925[17] – II 1927 → stan spoczynku z dniem 30 IV 1927[18])
- mjr żand. / piech. Marian Pisz (IV 1927[19] – II 1929 → dyspozycja dowódcy OK IV[20])
- ppłk art. Augustyn Gezele[a] (p.o. III 1929[29] – VIII 1929[30] → dyspozycja dowódcy OK IV)
- mjr piech. Stefan Kotlarski[b] (X 1930[34] – III 1934 → dyspozycja dowódcy OK IV[35])
- ppłk piech. Rafał Zieleniewski[c] (VI 1934[37] – 1939[38])

Obsada pozostałych stanowisk funkcyjnych PKU w latach 1921–1925
- I referent
  - por. kanc. Jan Antoni Studencki[41] (1923 – I 1924[42] → I referent PKU Częstochowa)
  - kpt. kanc. Gustaw Riedel (do IV 1925[43] → referent poborowy w Oddziale Ogólnym DOK IV)
  - mjr piech. Antoni Andrusow (w VI 1925 odkomenderowany z PKU Lwów Miasto na 4 miesiace[44])
- II referent – urzędnik wojsk. X rangi / por. kanc. Stefan Józefat Zamojski (1923 – 1924)
- młodszy referent – por. piech. Marian Jan Tadeusz Niedzielski (XI 1925[45] – II 1926[46] → referent PKU Łódź Miasto)
- oficer instrukcyjny
  - kpt. piech. Józef Martinek (do XII 1923[47] → PKU Warszawa Miasto II)
  - por. piech. Feliks Libert (XII 1923[47] – III 1925[48])
  - kpt. piech. Wacław Lenkiewicz (do III 1926[49] → oficer PW w 31 pp)
- oficer ewidencyjny Łódź-Powiat – urzędnik wojsk. X rangi / por. kanc. Kazimierz Żupnik (od I 1923[50])

Obsada pozostałych stanowisk funkcyjnych PKU w latach 1926–1938
- kierownik I referatu administracji rezerw i zastępca komendanta
  - mjr piech. Antoni Andrusow (od II 1926)
  - kpt. / mjr piech. Józef Hryniewicz[d] (I 1927[59] – VIII 1929[60] → dyspozycja dowódcy OK IV)
  - mjr piech. Stefan Kotlarski (XII 1929[61] – X 1930 → komendant PKU)
  - por. kanc. Bronisław Jóźwiak[e] (do 1 VIII 1932[64] → praktykę u płatnika 31 pp)
  - kpt. piech. Piotr Piątkowski (XII 1932[65] – IV 1933[66] → Komenda Miasta Łódź)
  - kpt. art. Bronisław Józef Kuczyński (IV 1933[67] – I 1934[68] → PKU Mińsk Mazowiecki)
  - kpt. piech. Hieronim Franciszek Wojciech Dewiński[f] (I[71] – 1 VII 1934[72] → praktyka w Min. Komunikacji)
  - kpt. piech. Franciszek Stanisław Żebrowski (XII 1934[73] – był w VI 1935)
- kierownik II referatu poborowego
  - por. kanc. Kazimierz I Paprocki[g] (II – VI 1926 → referent)
  - por. piech. Marian Jan Tadeusz Niedzielski (VI 1926[74] – VI 1938 → kierownik II referatu KRU)
- referent
  - por. kanc. Stefan Zamojski (II – VI 1926[75] → referent PKU Łódź Miasto)
  - por. kanc. Kazimierz I Paprocki (VI 1926[76] – 29 II 1928[77] → stan spoczynku)
  - por. kanc. Bronisław Jóźwiak (od XII 1929[78])

Obsada pozostałych stanowisk funkcyjnych KRU w latach 1938–1939
- kierownik I referatu ewidencji – kpt. adm. (piech.) Tadeusz Alfred Kazimierz Bukowczyk[i]
- kierownik II referatu uzupełnień – kpt. adm. (piech.) Marian Jan Tadeusz Niedzielski

We wrześniu 1939 roku wymienieni wyżej oficerowie dostali się do niemieckiej niewoli. Przebywali w Oflagu II C Woldenberg.